# Gongkar Chöde
Das Kloster Gongkar Chöde (tibetisch: gong dkar chos sde, Qoide; chinesisch 曲德寺, Pinyin Qūdé sì bzw. Gongga Qude si 贡嘎曲德寺,  Gònggá Qūdé sì) oder Gongkar Dorjeden (tib.: Gong dkar rdo rje gdan) bzw. Dorjeden-Kloster (tib. rdo rje gdan dgon pa; chin. Duōjídān sì 多吉丹寺) ist ein buddhistisches Kloster im Kreis Gongkar im Autonomen Gebiet Tibet in der Volksrepublik China. Es gehört zur Sakya-Schule des tibetischen Buddhismus (Vajrayana). Das Kloster wurde 1464 von Dorjedenpa Künga Namgyel (Gongkar Dorjedenpa) (1432–1496) gegründet. In seinen Räumlichkeiten sind neuere Wandmalereien mit den Zwölf Taten des Buddha Shakyamuni sowie originale Wandmalereien von den „Fünf ehrwürdigen Meistern“ der Sakya-Tradition und Sönam Gyeltshen (1386–1434) im Kyenri-Stil zu sehen.
Seit 2013 steht es auf der Denkmalsliste der Volksrepublik China.